# شركة الجرارات الجزائرية
شركة الجرارات الجزائرية (ATC) هي شركة مشتركة متخصصة في تطوير الآلات الزراعية. تم إنشاؤها في 16 أغسطس 2012 بعد اتفاق بين العلامة التجارية الجزائرية إتراج والمجموعة الأمريكية أجوكو مقرها في الخروب، بالقرب من قسنطينة. 

## روابط خارجية
- http://investors.agcocorp.com/phoenix.zhtml؟c=108419&p=irol-newsArticle&ID=1768286
- http://www.businesswire.com/news/home/20121218006342/en/AGCO-Starts-Local-Production-North-Africa
- http://blog.agcocorp.com/2013/01/agco-starts-local-production-in-north-africa/